# NGC 7162A
NGC 7162A (другие обозначения — PGC 67818, ESO 288-28, MCG -7-45-5, AM 2157-432) — галактика в созвездии Журавль.
Этот объект не входит в число перечисленных в оригинальной редакции «Нового общего каталога» и был добавлен позднее.